# Каролина Шорс (Северна Каролина)
Каролина Шорс (енгл. Carolina Shores) град је у америчкој савезној држави Северна Каролина.

## Демографија
По попису из 2010. године број становника је 3.048, што је 1.566 (105,7%) становника више него 2000. године.
| Група             | 2000.         | 2010.         |
| Белци             | 1.468 (99,1%) | 2.889 (94,8%) |
| Афроамериканци    | 6 (0,4%)      | 49 (1,6%)     |
| Азијати           | 0 (0,0%)      | 15 (0,5%)     |
| Хиспаноамериканци | 8 (0,5%)      | 65 (2,1%)     |
| Укупно            | 1.482         | 3.048         |